# Bessunger Straße 26 (Darmstadt)
Das Haus Bessunger Straße 26 ist ein Bauwerk in Darmstadt-Bessungen.

## Geschichte und Beschreibung
Das zweieinhalbgeschossige giebelständige Fachwerkhaus wurde im 18. Jahrhundert erbaut.
Das Wohnhaus besitzt ein konstruktives Fachwerkgefüge und ein biberschwanzgedecktes abgewalmtes Mansarddach.
Die Fassade ist heute verputzt.
Das Gebäude steht an exponierter Stelle an der Einmündung Bessunger Straße/Jahnstraße.

## Varia
Auf dem Areal stand auch das ehemalige Eckgebäude Bessunger Straße 28 (Gasthof „Zum Ochsen“).
Dieses Gebäude existiert heute nicht mehr.  

## Denkmalschutz
Aus architektonischen und stadtgeschichtlichen Gründen steht das Bauwerk unter Denkmalschutz.